# زنان در کوزوو
زنان در کوزوو زنانی هستند که در جمهوری کوزوو زندگی می‌کنند یا از آنها می‌آیند. به عنوان شهروندان یک ملت پس از جنگ، برخی از زنان کوزوو در روند ایجاد صلح و برقراری برابری جنسیتی طرفدار در روند توان‌بخشی کوزوو شرکت کرده‌اند. زنان در کوزوو همچنین در سیاست و اجرای قانون در جمهوری کوزوو نیز فعال شده‌اند. یک نمونه از آن انتخاب عاطفه یحیی آغا به عنوان چهارمین رئیس‌جمهور کوزوو است[a]. او اولین زن، اولین نامزد غیرحزبی و جوان‌ترین کاندیدایی بود که به دفتر ریاست جمهوری در کشور انتخاب شد. او قبل از اینکه رئیس‌جمهور شود، به عنوان معاون پلیس کوزوو خدمت می‌کرد، دارای درجه سرلشکری، بالاترین رتبه در میان زنان در جنوب شرقی اروپا.

## برابری جنسیتی
زنان در کوزوو از نظر حق رای، حقوق مالکیت و کار از نظر فنی با مردان برابر هستند. با این حال، کمتر از ۱۰ درصد از کل مشاغل در کوزوو توسط زنان اداره یا تحت مالکیت آنهاست و کمتر از ۳ درصد از کل وام‌های تجاری به زنان تعلق می‌گیرد. این تا حدودی به این دلیل است که زنان وثیقه مورد نیاز برای تأمین وام را ندارند زیرا اموال عمدتاً به نام مرد ثبت می‌شود. تنها ۱۸ درصد زنان دارای اموال و ۳٫۸ درصد اموال ارثی هستند. به دلیل آداب و رسوم فرهنگی، زنان اغلب از ارث محروم می‌شوند یا انتظار می‌رود ارث خود را به اقوام مرد واگذار کنند.

## خشونت جنسی در درگیری ۱۹۹۸–۱۹۹۹
در طول درگیری‌های مسلحانه در منطقه از سال ۱۹۹۸ تا ۱۹۹۹، تجاوز به عنف سیستماتیک گزارش شد. طبق گزارش دیده‌بان حقوق بشر در گزارش سال ۲۰۰۰ خود دربارهٔ خشونت‌ها، ۹۶ مورد تجاوز جنسی توسط نیروهای صرب و یوگسلاوی علیه زنان آلبانیایی کوزوو گزارش شده است. بسیاری بر این باورند که این تعداد بسیار کمتر از تعداد واقعی قربانیان است و تخمین‌ها به هزاران مورد می‌رسد.
تجاوز جنسی در این دوران به سه شکل بود: تجاوز جنسی در خانه زنان، تجاوز جنسی در حین کوچ و تجاوز جنسی در بازداشت. اولین شکل عمدتاً در روستاهای بازماندگان رخ می‌داد، جایی که در برخی مواقع در مقابل چشمان خانواده و همسایگان خود مورد تجاوز قرار می‌گرفتند. دسته دوم مربوط به تجاوز جنسی علیه زنانی است که خانه‌هایشان آواره شده‌اند و بنابراین از خانه‌های خود دور شده‌اند. آخرین دسته مربوط به زنانی است که در کمپ‌های بازداشت موقت مورد تجاوز جنسی قرار گرفته‌اند. تقریباً تمام تجاوزهای گزارش شده، تجاوزهای گروهی بوده است، که اکثریت آنها توسط شبه نظامیان صرب برای ایجاد وحشت عمدی غیرنظامیان، اخاذی از افراد آشنا یا مجبور کردن مردم به فرار از منطقه انجام شده است.
پس از پایان درگیری، بسیاری از بازماندگان شوهرانشان را ترک کردند و برخی مجبور شدند فرزندان خود را به تنهایی بزرگ کنند. این بازماندگان در آن زمان هیچ تشخیص قانونی از رنج خود نداشتند، بنابراین، در سال ۲۰۰۶، تلاش‌ها برای شناسایی قانونی بازماندگان خشونت جنسی در طول درگیری آغاز شد. این قانون تا سال ۲۰۱۴ تصویب نشد. اخیراً، اقدامات قانونی برای اجرای برنامه‌های غرامت برای زنان بازمانده از خشونت جنسی ناشی از درگیری آغاز شده است. در سپتامبر ۲۰۱۷، دولت کوزوو بودجه‌ای را برای شناسایی و راستی آزمایی وضعیت بازماندگان اختصاص داد. بدین ترتیب، این زنان به عنوان قربانیان غیرنظامی جنگ شناخته شدند و مستمری ماهانه دریافت کردند.

## خشونت علیه زنان

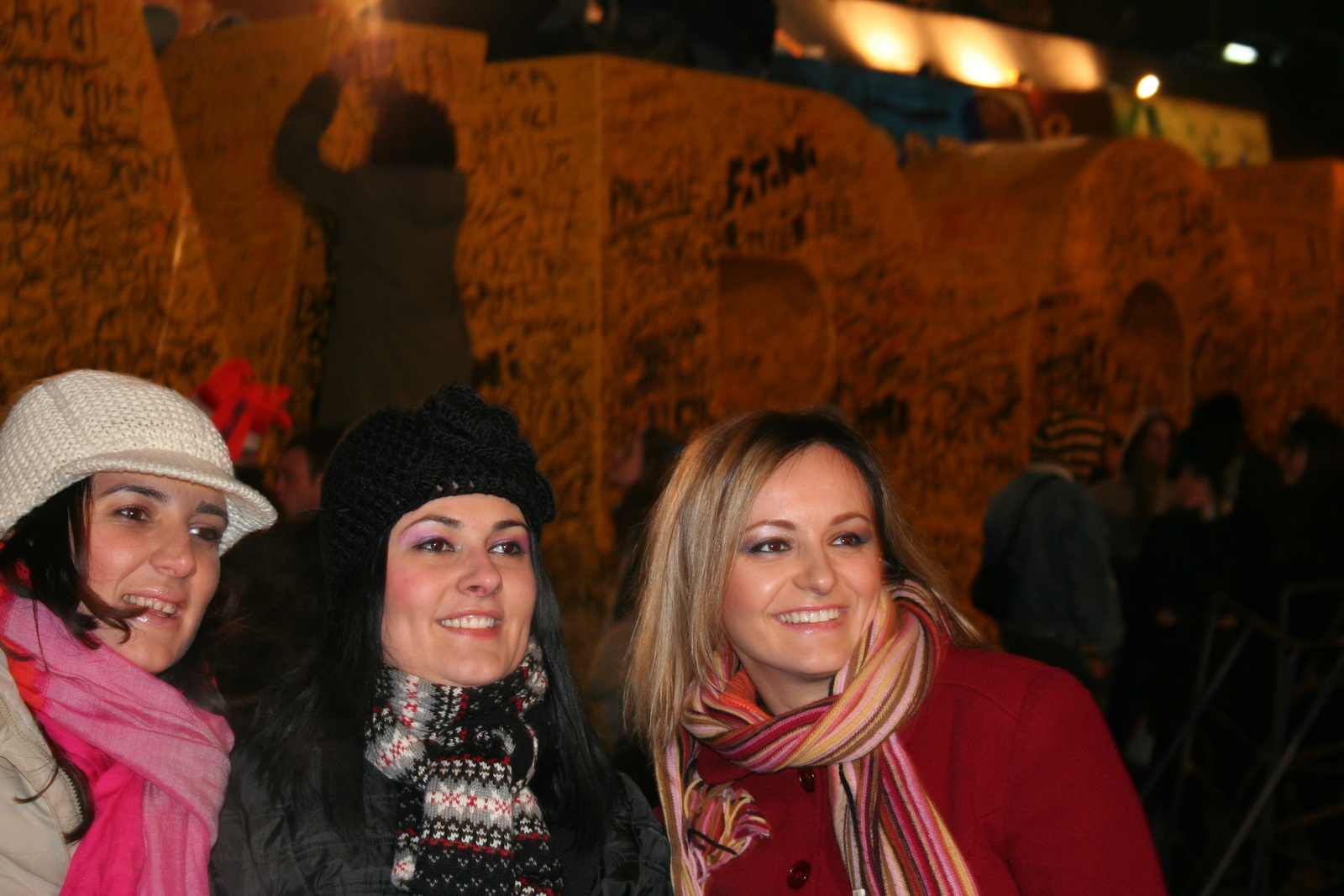
زنان آلبانیایی، قومی در کوزوو

آزار خانگی در سرتاسر کوزوو رایج است. در سال ۲۰۱۶، پلیس ۸۷۰ گزارش خشونت خانگی دریافت کرد که متعاقباً منجر به دستگیری ۲۴۳ نفر شد. با این حال، منابع تخمین می‌زنند که ۹۰ درصد از حوادث خشونت خانگی گزارش نشده است. در یک نظرسنجی که در سال ۲۰۱۵ انجام شد، ۶۸ درصد از زنان کوزوو گزارش دادند که در مقطعی از زندگی خود از خشونت خانگی رنج برده‌اند. این نظرسنجی همچنین نشان داد که ۲۰ درصد از پاسخ دهندگان مرد و زن فکر می‌کردند که کتک زدن همسر توسط شوهر قابل قبول است. این پذیرش کلی نسبت به خشونت خانگی می‌تواند به نرخ بالای بروز این اتفاق کمک کند.
بسیاری احساس می‌کنند که سیستم عدالت کیفری تا حدودی مقصر است زیرا ترکیبی از فساد پلیس و یک سیستم مردانه باعث می‌شود که زنان به اندازه کافی مورد حمایت قرار نگیرند. با توجه به وضعیت کوزوو، شهروندان نمی‌توانند به دادگاه اروپایی حقوق بشر مراجعه کنند، بنابراین باید به همه مسائل در داخل کشور رسیدگی کنند.